# Evangelina Macapagal

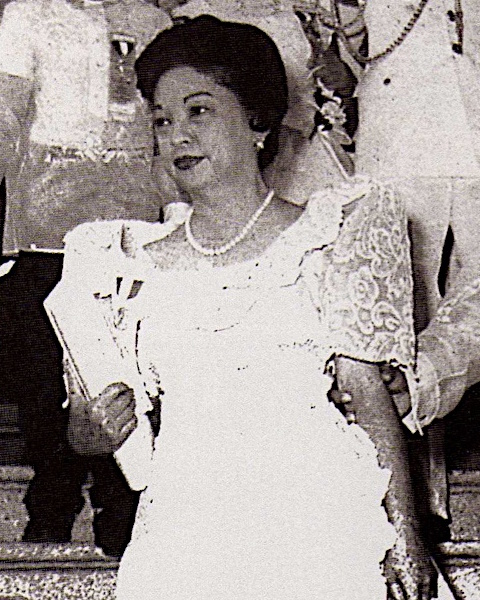
Eva Macapagal 1961

Evangelina „Eva“ Macaraeg Macapagal, M.D. (* 1. November 1915 als Evangelina de la Cruz Macaraeg in Binalonan, Pangasinan, Philippinen; † 16. Mai 1999 in Manila, Philippinen) war die zweite Frau von Diosdado Macapagal, dem neunten Präsident der Philippinen. Somit war sie neunte First Lady der Philippinen (30. Dezember 1961 bis 30. Dezember 1965) und Mutter der vierzehnten Präsidentin, Gloria Macapagal Arroyo und von Diosdado Macapagal junior.

## Leben
Macapagal war promovierte Ärztin. Während ihrer Amtszeit wurde sie in Medien als schlichte und anmutig elegante First Lady dargestellt. Sie gründete viele Bildungs- und Gesundheitszentren. Sie setzte sich für qualitativ hochwertige Filme und TV-Sendungen ein.
Macapagal war dafür bekannt, dass sie bei vielen Gelegenheiten die Nationaltracht trug.

## Ehrungen
- Spanien: Damengroßkreuz des Ordens de Isabel la Católica (30. Juni 1962)[1]
- Taiwan: Sonderklasse des Großkordon des Ordens von Propitious Clouds (2. Mai 1960)[2]
- Thailand: Damengroßcordon des Ordens von Chula Chom Klao
- Deutschland: Sonderstufe des Großkreuzes des Verdienstordens der Bundesrepublik Deutschland (1963)[3]